# Hệ thống Thông tin Địa danh

Biểu trưng của Cục Khảo sát Địa chất Hoa Kỳ

Hệ thống Thông tin Địa danh (GNIS) là một cơ sở dữ liệu bao gồm tên và thông tin vị trí của hơn hai triệu thực thể vật chất và văn hóa trong xuyên suốt nước Mỹ và lãnh thổ của nó. Nó là một loại của từ điển địa lý. GNIS được phát triển bởi Cục Khảo sát Địa chất Hoa Kỳ cùng hợp tác với Hội quản trị tên địa lý Hoa Kỳ (BGN) để thúc đẩy tính tiêu chuẩn của tên tính chất.
Cơ sở dữ liệu là một phần của hệ thống bao gồm tên bản đồ địa hình và sách tham khảo. Tên của sách và bản đồ lịch sử cung cấp các tính chất hoặc tên đã được ghi rõ. Nhiều cái tên, từ không chính thức tới chính thức đều được ghi lại. Mỗi tính chất đều được ghi lại một cách độc đáo và lâu dài, thỉnh thoảng được gọi là phương thức xác định GNIS. Cơ sở dữ liệu không bao giờ gỡ bỏ một dữ liệu nào, "ngoài trừ trường hợp trùng nhau dễ thấy."

## Thay đổi tên
GNIS có thể chấp nhận sự yêu cầu thay đổi tên mới cho các tính chất địa lý của Hoa Kỳ. Công chúng có thể truy cập tại website của GNIS để bình luận về sự điều chỉnh hoặc hỗ trợ yêu cầu khác.

## Cơ quan khác
- Cục Thống kê Dân số Hoa Kỳ được ghi là Census Designated Places trong cơ sở dữ liệu.